# Cá bàng chài gai-ma
Coris gaimard là một loài cá biển thuộc chi Coris trong họ Cá bàng chài. Loài này được mô tả lần đầu tiên vào năm 1824.

## Từ nguyên
Từ định danh của loài được đặt theo tên của Joseph Paul Gaimard, bác sĩ phẫu thuật hải quân, người đã làm việc trên con tàu mà mẫu gốc được thu thập, cũng là đồng tác giả mô tả loài cá này. Theo Quoy, tác giả đầu tiên chia sẻ, thì ông mới là người chịu trách nhiệm chính cho công việc mô tả, và ông đã chọn tên của Gaimard để đặt cho loài này.

## Phạm vi phân bố và môi trường sống
Ở Đông Ấn Độ Dương, C. gaimard được biết đến tại quần đảo Cocos (Keeling), đảo Giáng Sinh, bờ biển Tây Úc cùng các rạn san hô vòng ở ngoài khơi. Ở Thái Bình Dương, từ bờ biển Nha Trang và quần đảo Trường Sa (Việt Nam), phạm vi của chúng mở rộng đến vùng biển các nước Đông Nam Á hải đảo; ngược lên phía bắc đến vùng biển phía nam Nhật Bản và quần đảo Ogasawara; ở phía đông trải dài đến hầu hết các đảo quốc và quần đảo thuộc châu Đại Dương, bao gồm cả quần đảo Hawaii, xa nhất là đến quần đảo Société và Tuamotu; phía nam giới hạn đến bờ đông Úc.
Môi trường sống của C. gaimard là các rạn san hô viền bờ và rạn san hô trong các đầm phá, những khu vực có nền đáy cát và đá vụn ở độ sâu đến ít nhất là 50 m.

## Mô tả
C. gaimard có chiều dài cơ thể tối đa được biết đến là 40 cm. Cá đực trưởng thành có màu nâu sẫm, lốm đốm các chấm xanh lam sáng (dày đặc ở cuống đuôi) với vây đuôi màu vàng tươi. Đầu và nắp mang có các vệt sọc màu xanh lục và tím. Vây lưng và vây hậu môn có màu cam đến đỏ. Hai bên thân có một vệt sọc dọc màu lục nhạt (nằm sau vây ngực). Cá cái có kiểu hình tương tự cá đực nhưng cơ thể ửng đỏ hơn, và không có vệt màu lục nhạt. Cá con có màu đỏ cam sáng với các vệt trắng viền đen từ mõm đến cuống đuôi.
Số gai vây lưng: 9; Số tia vây ở vây lưng: 12–13; Số gai vây hậu môn: 3; Số tia vây ở vây hậu môn: 12.

## Sinh thái học
Thức ăn của C. gaimard chủ yếu là các loài giáp xác và thân mềm, đôi khi ăn cả trùng lỗ và hải miên.
C. gaimard là một loài chị em với Coris cuvieri, một loài có phạm vi ở Ấn Độ Dương. C. cuvieri không được ghi nhận tại đảo Giáng Sinh, nhưng những cá thể có kiểu màu trung gian giữa loài này và C. gaimard lại được phát hiện ở đây, cũng như những cá thể mang bộ gen của C. cuvieri nhưng mang kiểu màu của C. gaimard. Vì vậy, nhiều khả năng, hai loài này có cùng phạm vi phân bố ở khu vực tiếp giáp giữa hai đại dương và đã lai tạp với nhau. Cá ấu trùng lai có thể đến được đảo Giáng Sinh thông qua sự phân tán của biển khơi.
Cá con của hai loài Coris này bắt chước kiểu hình của các loài cá hề Amphiprion, những loài nhận được sự bảo vệ từ việc sống cộng sinh với hải quỳ. C. cuvieri và C. gaimard còn nhỏ cũng sống gần hải quỳ để nhằm tránh sự săn mồi từ những loài khác.

## Thương mại
C. gaimard được thu thập trong ngành buôn bán cá cảnh, nhưng đôi khi được đánh bắt để làm thức ăn, mặc dù có thể gây ngộ độc ciguatera.